# Favosipora candida
Favosipora candida är en mossdjursart som beskrevs av Gordon och Taylor 200. Favosipora candida ingår i släktet Favosipora och familjen Densiporidae. Inga underarter finns listade i Catalogue of Life.